# Chris Christoffersen
Chris Tasker Christoffersen (* 13. August 1979 in Hasle (Bornholm)) ist ein ehemaliger dänischer Basketballspieler.

## Laufbahn
Der 2,18 Meter große Innenspieler wuchs im Ort Aarsballe auf, begann 1995 mit dem Basketballsport auf Vereinsebene und trug in der Saison 1995/1996 die Farben des Vereins Rønne IK auf seiner Heimatinsel Bornholm. Er ging dann für sechs Jahre in die Vereinigten Staaten: Von 1996 bis 1998 spielte Christoffersen an der Nordoff High School im Bundesstaat Kalifornien, anschließend an der University of Oregon (1998 bis 2002). Da der Däne 1996 noch über wenig Basketballerfahrung verfügte, gestaltete sich der Beginn in den USA schwierig, ehe sich Christoffersen zum Leistungsträger entwickelte und ein Stipendium für die University of Oregon (erste NCAA-Division) erhielt. Für die Hochschulmannschaft stand er in 93 Spielen auf dem Feld und erzielte im Schnitt 4,8 Punkte und 3,1 Rebounds je Begegnung. Seine besten statistischen Werte erreichte er in seinem Abschlussspieljahr 2001/02, als er pro Partie im Durchschnitt 8,2 Punkte sowie 5,4 Rebounds und 1,1 Blocks erzielte. Als er Oregon 2002 verließ, stand er in der ewigen Bestenliste der Hochschulmannschaft bei den geblockten Würfen auf dem dritten Rang.
Christoffersen stand in der Saison 2002/03 beim italienischen Erstligisten Scavolini Pesaro unter Vertrag, blieb jedoch Ergänzungsspieler mit wenig Einsatzzeit. Nach einem kurzen Abstecher nach Griechenland und Panionios Athen, der nicht von Erfolg gekrönt war, ging er in die Vereinigten Staaten zurück und spielte 2003/04 in der National Basketball Development League erst für die Mannschaft Roanoke Dazzle, dann für die Fayetteville Patriots.
Ab 2004 spielte Christoffersen für die Bakken Bears in seinem Heimatland Dänemark. Unterbrochen wurde seine Zeit bei der Mannschaft aus Aarhus dreimal: In der zweiten Hälfte der Saison 2005/06 stand er in Diensten des finnischen Klubs Lappeenranta NMKY und wurde mit der Mannschaft Landesmeister sowie Pokalsieger. Zu Beginn des Spieljahres 2006/07 stand er beim schwedischen Verein Södertälje Kings unter Vertrag, verletzte sich aber nach wenigen Spielen und fiel lange aus. Er kehrte zu den Bakken Bears zurück, für die er bis zum Ende der Saison 2018/19 auflief. In der Frühjahrssaison 2009 war er zwischenzeitlich für die australische Mannschaft Willetton Tigers aktiv. 
Christoffersen, der 2013 seinen Rückzug aus der dänischen Nationalmannschaft verkündete, bestritt 557 Spiele für Bakken und erzielte mehr als 4600 Punkte. In der dänischen Liga (Basketligaen) brachte er es auf 411 Einsätze und 3607 Punkte. Seine höchsten Mittelwerte erzielte der Innenspieler in der Saison 2009/10, als er in der dänischen Liga im Schnitt 12,1 Punkte, 9,7 Rebounds sowie 2,4 Blocks pro Partie auf den Statistikbogen brachte. Nur sein Punkteschnitt war 2004/05 mit 13,8 noch etwas höher. Er wurde mit Bakken zehn Mal dänischer Meister, was ihn in dieser Hinsicht zum Rekordhalter im Basketballsport des skandinavischen Landes machte. Zudem gewann er sieben Mal den dänischen Pokalwettbewerb. In der Saison 2012/13 wurde er als bester Spieler der Finalserie der dänischen Liga ausgezeichnet.